# Храм Троицы Живоначальной (Самарское)
Храм Троицы Живоначальной   — православный храм в селе Самарское Азовский район Ростовской области,  Ростовской и Новочеркасской епархии, Азовское благочиние Русской Православной церкви.
Адрес: 346751, Ростовская область, Азовский район, село Самарское, Первомайский переулок, д. 84.

## История
В 50-е годы XIX века в селе Самарское Ростовской области была построена деревянная церковь. Новая церковь была однопрестольной, к ней была пристроена кирпичная колокольня. Колокола отливались гладкими, без каких-либо надписей и изображений. Церковь была огорожена железной решетчатой оградой, имевшей железные ворота, стоящие на кирпичном фундаменте. В церкви были захоронения священников отца Стефания и отца Родиона.
Первоначально в церковный причт входил священник и псаломщик. К началу XX века в храме служили два священника, отец Автаном Иванов и отец Фёдор Зайцев, псаломщик Алексей Башинский и дьякон Иоанн Иванов. Причт содержался на пожертвований прихожан.
В годы советской власти, в 1931-1932 годах церковь была снесена. Кирпичи от храма пошли на строительство сельской больницы. От церкви осталась одиноко стоящая ограда, которая выстояла до 60-х годов XX века. В настоящее время на территории бывшего храма находится Самарская школа №1.
В 1991 году в селе Самарское был возрождён Свято-Троицкий приход. Для проведения богослужения было обустроено бывшее здание заготконторы. В 1991 году здесь был открыт молитвенный дом.
В 1990-е годы в селе было решено построить новый кирпичный храм. Место под строительство будущего храма в селе Самарское было отведено в Первомайском переулке. Храм строился на пожертвования прихожан.  Был выбран проект храма, начали возводить стены. К 1998 году стены были построены.  В 2005 году был проведен крестный ход с Азовской иконой Божьей Матери в храм Святой Троицы села Самарское. Крестный ход был посвящен 365-летию азовского сидения донских и запорожских казаков. Крестный ход закончился проведением молебна у стен строящегося храма.
В 2007 году на храме были установлены купола, окна, внутри храм был оштукатурен, были сделаны бетонные полы. В 2008 году в храм были вставлены окна и двери. В апреле 2010 года в стенах нового храма прошло Пасхальное богослужение, а с 7 апреля 2012 года в храме постоянно ведутся службы.  При храме работает воскресная школа.

## Священнослужители
Настоятель храма иерей Ольховатов Яков Петрович.

## Галерея

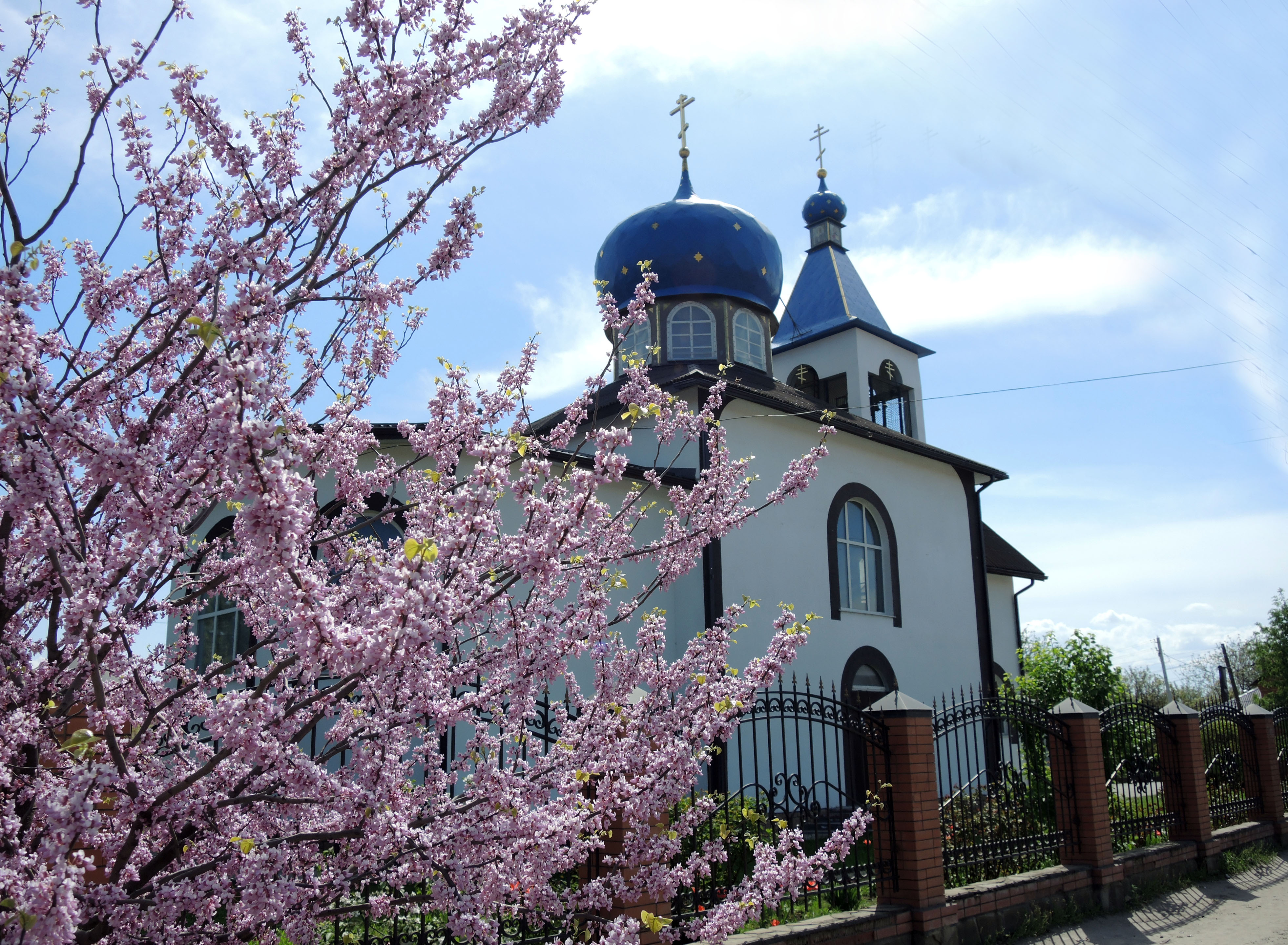
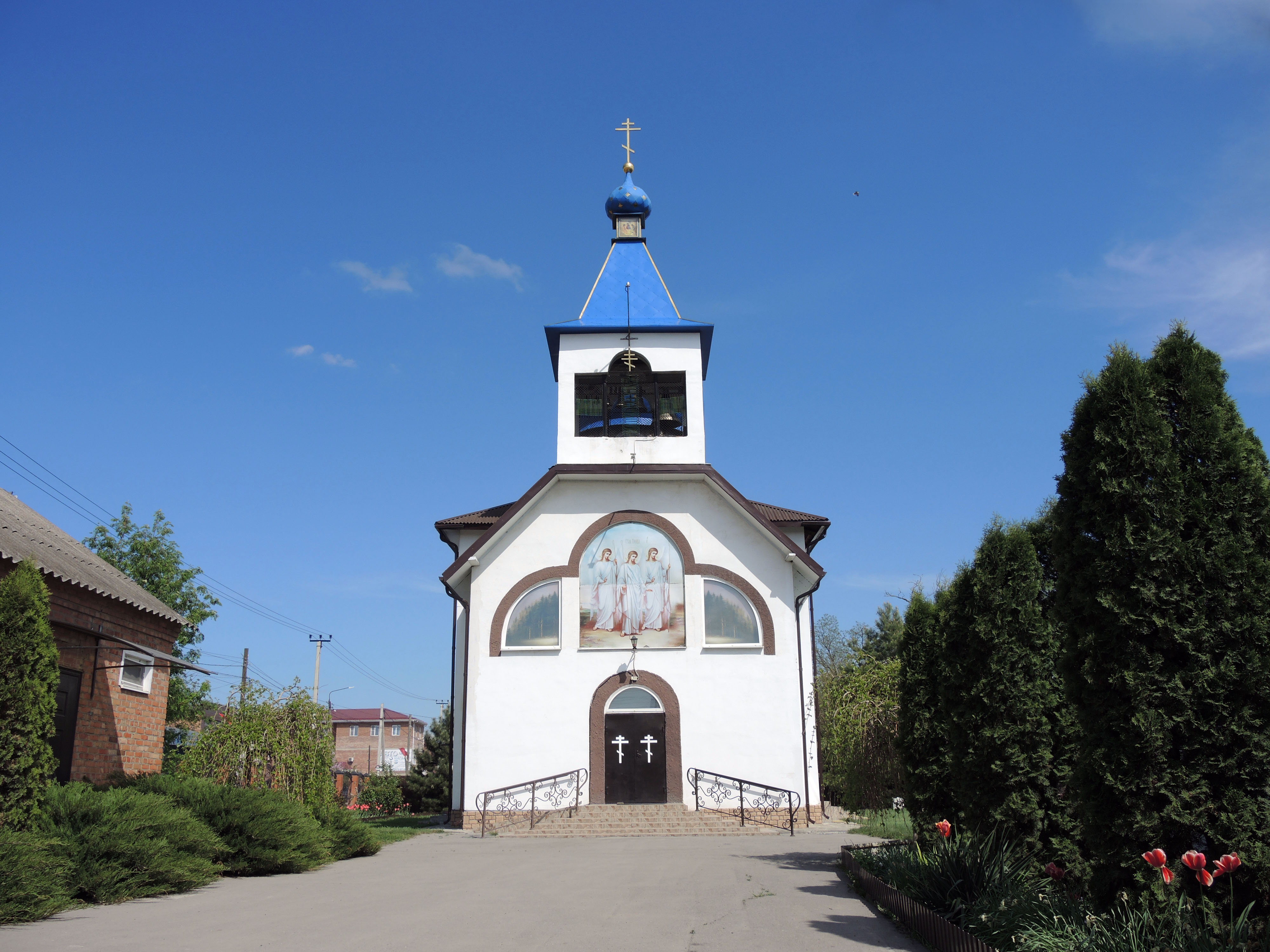
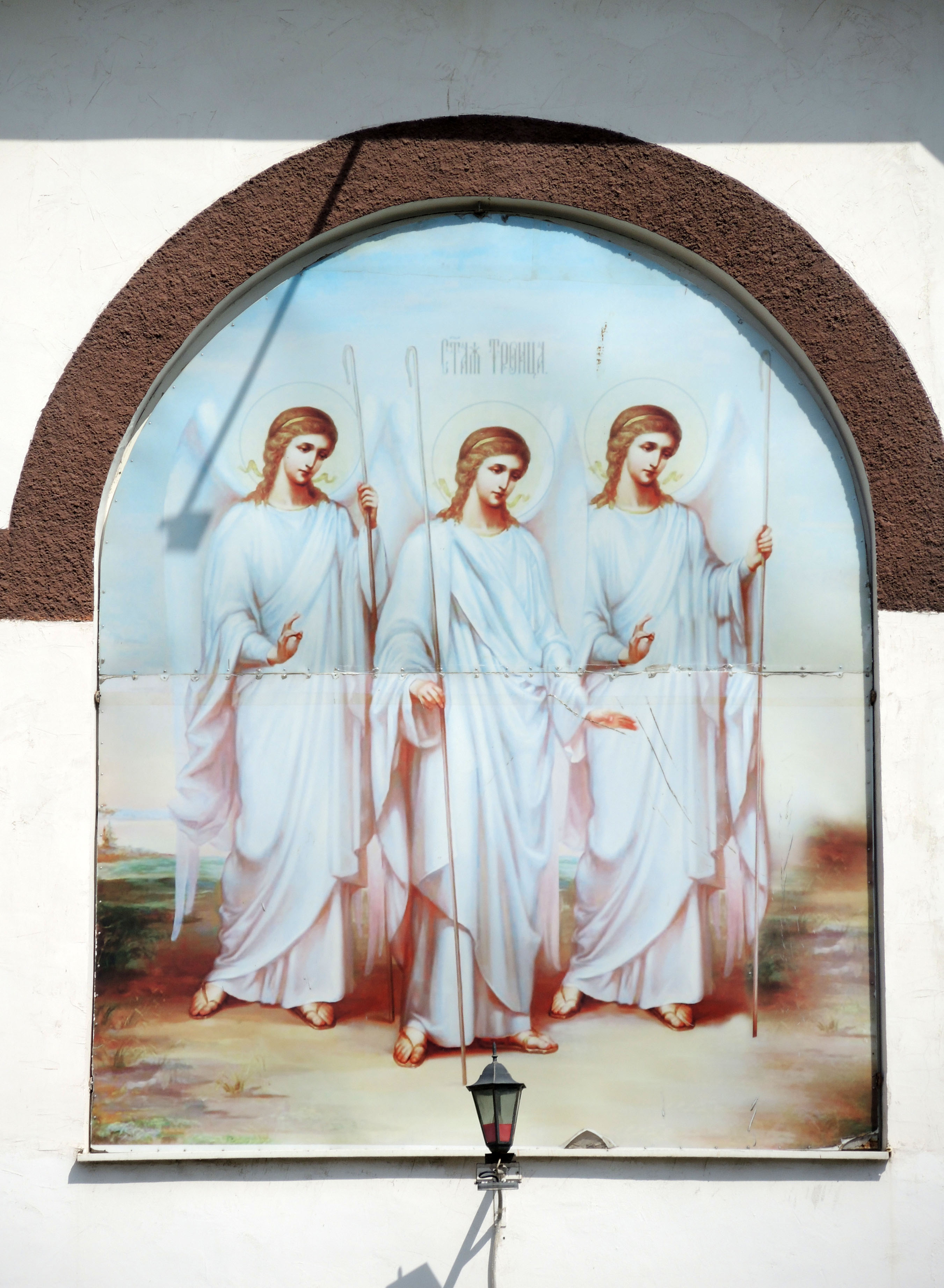